# Harald Tammer

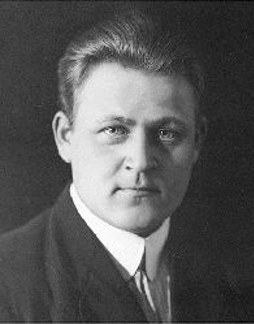
Harald Tammer

Harald Tammer (* 9. Januar 1899 in Tallinn; † 6. Juni 1942 bei Semjonow in der Oblast Gorki) war ein estnischer Gewichtheber und Leichtathlet.

## Werdegang
Harald Tammer wuchs in Tallinn auf und wandte sich als Jugendlicher zunächst der Leichtathletik, dann dem Gewichtheben zu. Als Leichtathlet war er schon in jungen Jahren ein Spitzenathlet.
1915 erzielte er mit 16 Jahren einen estnischen Rekord im Diskuswurf. 1918 erzielte er einen weiteren estnischen Rekord, diesmal im Kugelstoßen, mit 13,93 Metern. Auch im Gewichtheben zeigte er bald hervorragende Leistungen. Im beidarmigen Stoßen erreichte er bei einem Körpergewicht von knapp 90 kg 140 kg. Der Gewinn der Bronzemedaille im Gewichtheben (Schwergewicht) bei den Olympischen Spielen 1924 in Paris war sein größter sportlicher Erfolg.
Harald Tammer war neben seiner sportlichen Karriere Journalist der Tageszeitung Päevaleht. Er war auch politisch tätig und war Mitglied des Estnischen Olympiakomitees.
Nach der sowjetischen Okkupation Estlands 1940 wurde Harald Tammer in die Sowjetunion verschleppt und dort 1942 in einem Lager bei Semjonow in der Oblast Gorki von Josef Stalins Schergen ermordet.

## Internationale Erfolge
- 1920, 6. Platz, Olympische Spiele in Antwerpen, Kugelstoßen, 13,60 m;
- 1922, 1. Platz, Weltmeisterschaften im Gewichtheben in Tallinn, Schwergewicht, vor Kārlis Leilands, Lettland und Kaljo-Feliks Raag, Estland;
- 1924, 3. Platz, Olympische Spiele in Paris, einarmiges Reißen, einarmiges Stoßen, beidarmiges Drücken, Reißen und Stoßen, Schwergewicht, mit 497,5 kg, hinter Giuseppe Tonani, Italien, 517,5 kg und Franz Aigner, Österreich, 515 kg.